# Soap Opera
| 전문가 평가              | 전문가 평가    |
| 평가 점수                | 평가 점수      |
| 출처                     | 점수           |
| ------------------------ | -------------- |
| Allmusic                 | [ 1 ]          |
| Blender                  | [ 2 ]          |
| Christgau's Record Guide | C+             |
| Rolling Stone            | (unfavourable) |

《Soap Opera》 또는 《The Kinks Present a Soap Opera》는 1975년 5월 16일에 발매된 영국의 록 밴드 킹크스의 열네 번째 스튜디오 음반이다.

## 배경
이 자료는 처음에 1974년 그라나다 TV 라이브 텔레비전을 위해 개발되었으며, 《스타 메이커》라는 제목으로 방송되었으며, 레이 데이비스와 준 리치가 주연으로 출연하고 킹크스가 라이브 반주를 제공했다. 연속극은 리치가 같은 역할을 맡으면서 동일한 노래와 줄거리를 오디오 프레젠테이션에 적용했다. 본격적인 극장 투어 계획은 실현되지 않았지만, 70년대 중반 라인업이 확장된 킹크스는 1975년에 전체 음반을 투어에서 공연했다. 이 음반은 좋은 평가를 받지 못했지만, 데이브 톰슨은 비공식 해적판 녹음을 검토하면서 라이브 프레젠테이션을 "계발"이라고 불렀다.

## 곡 목록
모든 곡들은 레이 데이비스에 의해 작사/작곡하였다.
| #  | 제목                               | 재생 시간 |
| -- | ---------------------------------- | --------- |
| 1. | 〈Everybody's a Star (Starmaker)〉 | 2:57      |
| 2. | 〈Ordinary People〉                | 3:49      |
| 3. | 〈Rush Hour Blues〉                | 4:27      |
| 4. | 〈Nine to Five〉                   | 1:48      |
| 5. | 〈When Work Is Over〉              | 2:06      |
| 6. | 〈Have Another Drink〉             | 2:41      |

| #  | 제목                           | 재생 시간 |
| -- | ------------------------------ | --------- |
| 1. | 〈Underneath the Neon Sign〉   | 3:53      |
| 2. | 〈Holiday Romance〉            | 3:10      |
| 3. | 〈You Make It All Worthwhile〉 | 3:49      |
| 4. | 〈Ducks on the Wall〉          | 3:20      |
| 5. | 〈(A) Face in the Crowd〉      | 2:17      |
| 6. | 〈You Can't Stop the Music〉   | 3:12      |